# Flockflugstavssläktet
Flockflugstavssläktet (Apteranthes) är ett släkte i familjen oleanderväxter med åtta arter från Medelhavsområdet, Kanarieöarna, Nordafrika och Arabiska halvön till västra och centrala Asien.

### Webbkällor
- Svensk Kulturväxtdatabas
- African Flowering Plants Database